# Talbot (automobilka)
Talbot byla francouzsko-britská automobilka založená v roce 1903. Samostatnou se stala až když francouzskou pobočku Talbot odkoupil Antony Lago.
V roce 1958 byla automobilka prodána společnosti Simca. Ve stejný rok odkoupila americká automobilka Chrysler 25% podíl v automobilce Simca a o 12 let později byla Simca včleněna do koncernu Chrysler Europe. V srpnu 1978 Chrysler odprodal Evropské podíly společnosti PSA Peugeot Citroen.
V roce 1979 byla značka Talbot znovu oživena. Kvůli probíhající ropné krizi a ekonomické recesi v Evropě však prodeje nesplnily očekávání. Navzdory slušnému úspěchu modelů Samba, Solara a Horizon (auto roku 1979) a v roce 1981 úspěších ve Formuli 1 s modelem Ligier nastal dlouhý a pomalý úpadek značky a prodejů provázený stávkami a nekvalitní výrobou. Po nevelkém úspěchu modelu Tagora se vedení společnosti rozhodlo připravovaný model Talbot Arizona zrušit a změnit jej na Peugeot 309. Ukončení výroby a vývozu bylo postupné, nejprve ve Francii 1986, ve Španělsku v roce 1987 a nakonec v Británii. Tam se prodeje držely díky modelu Talbot Express (spolu s modely Citroën C25, Peugeot J5 a Fiat Ducato). Výroba v Británii skončila až v polovině roku 1990.

## Galerie

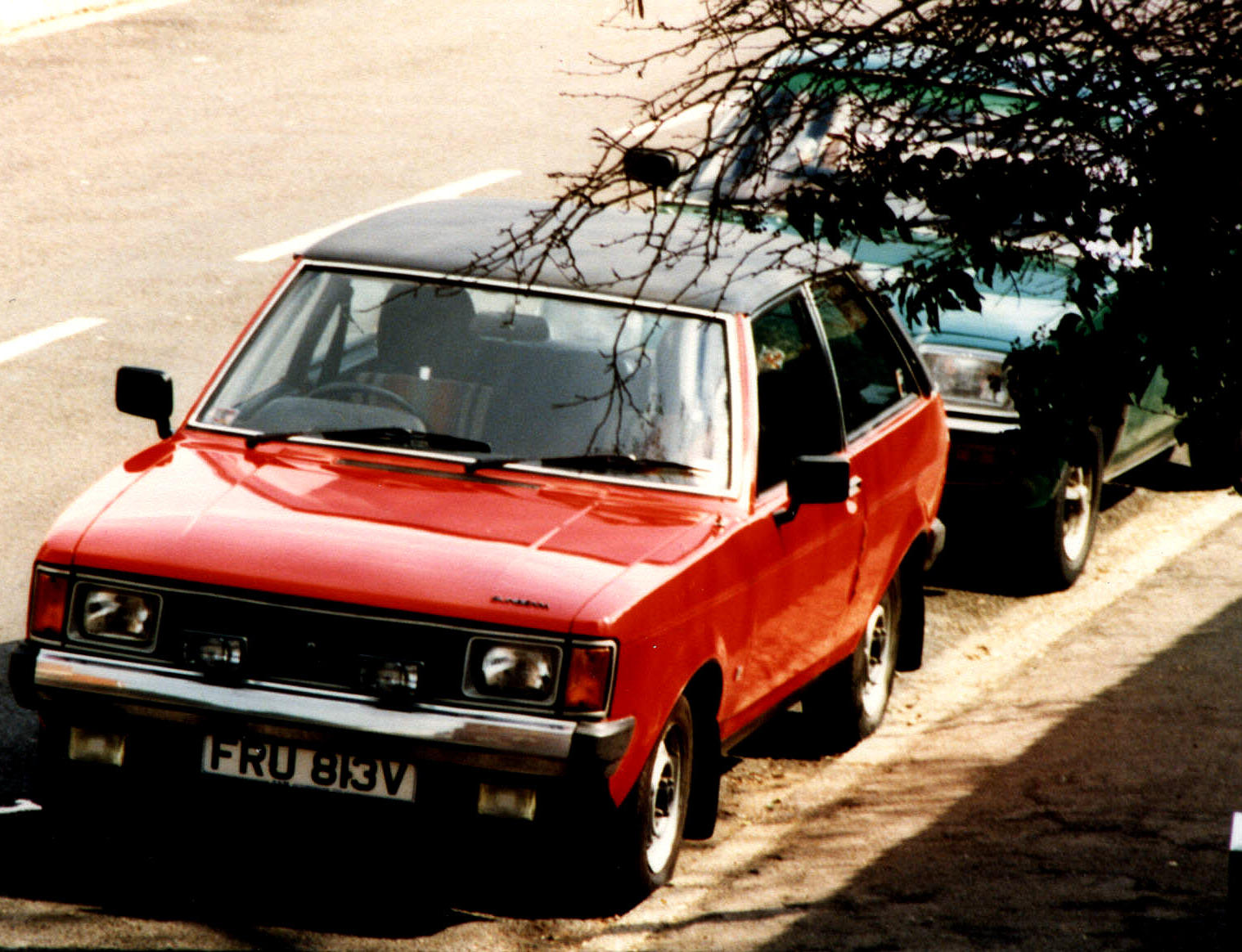
Talbot Sunbeam
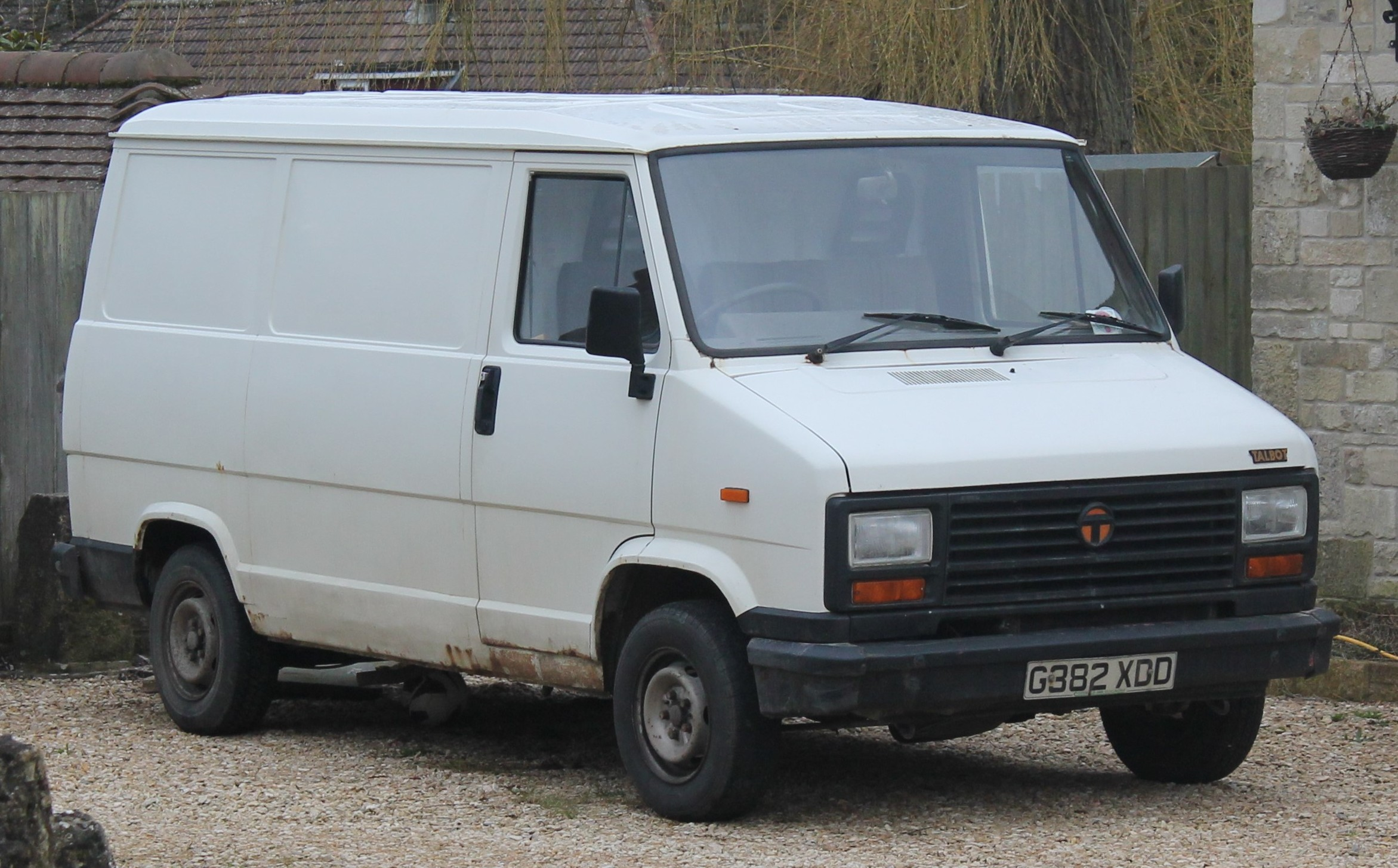
Talbot Express 1990
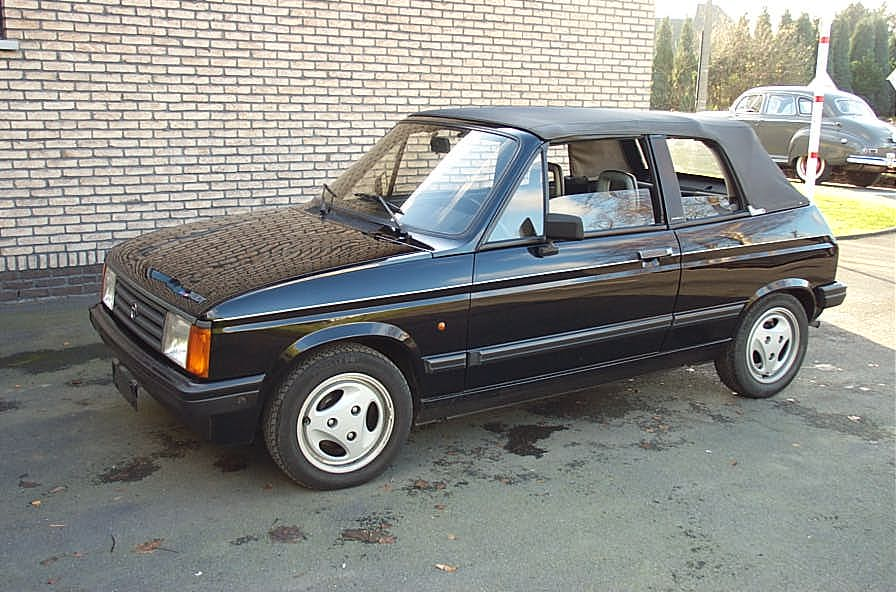
Talbot Samba 1984
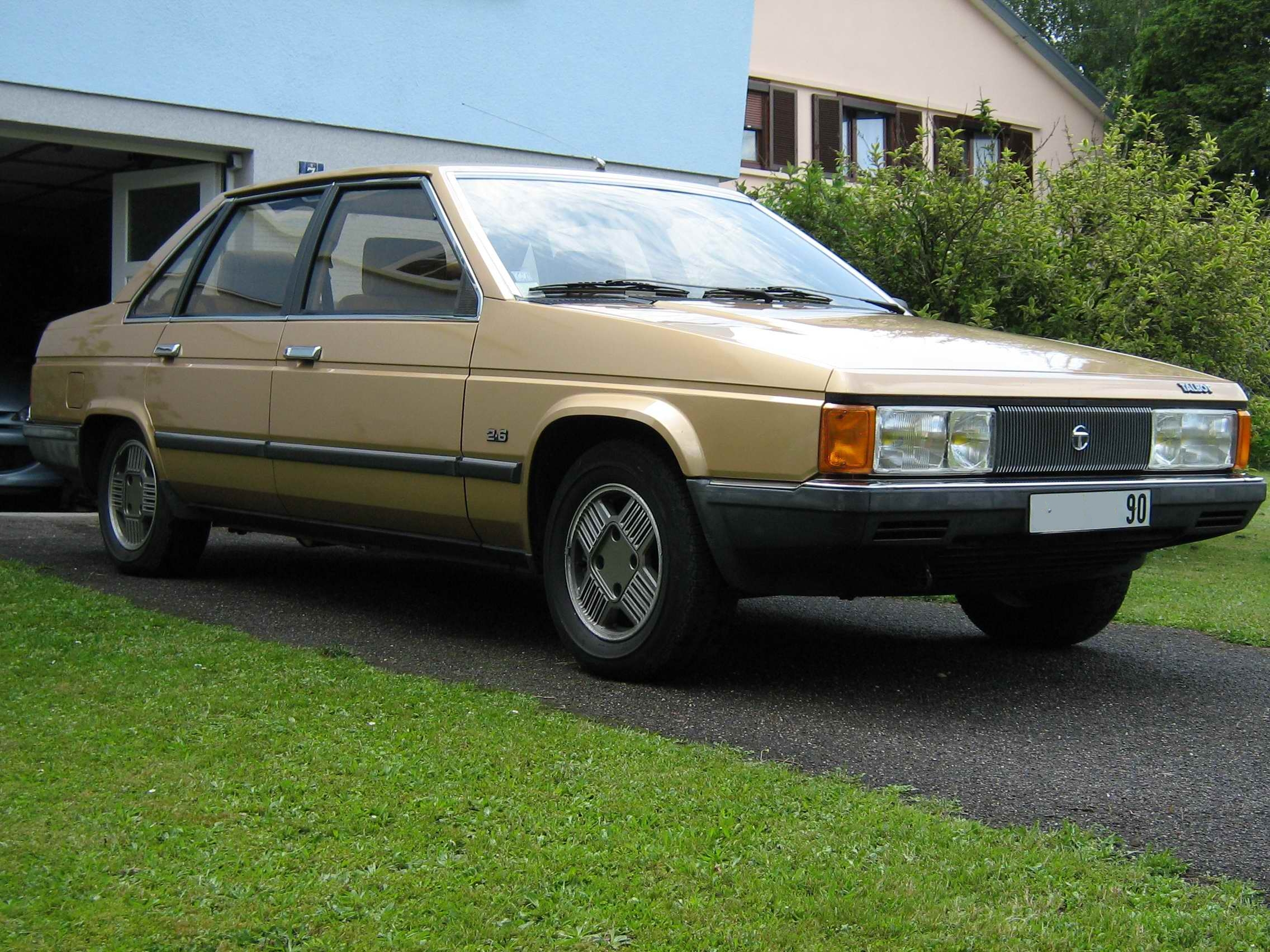
Talbot Tagora, vyšší střední třída
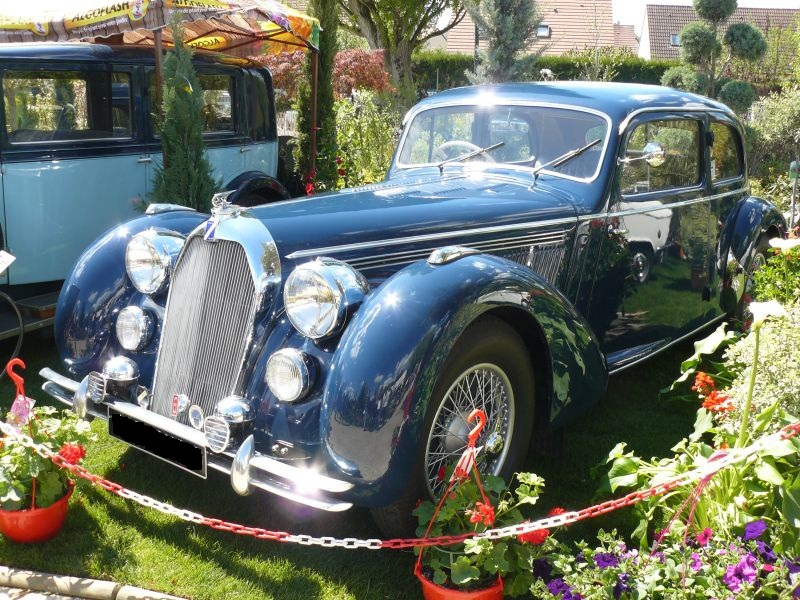
Talbot Lago
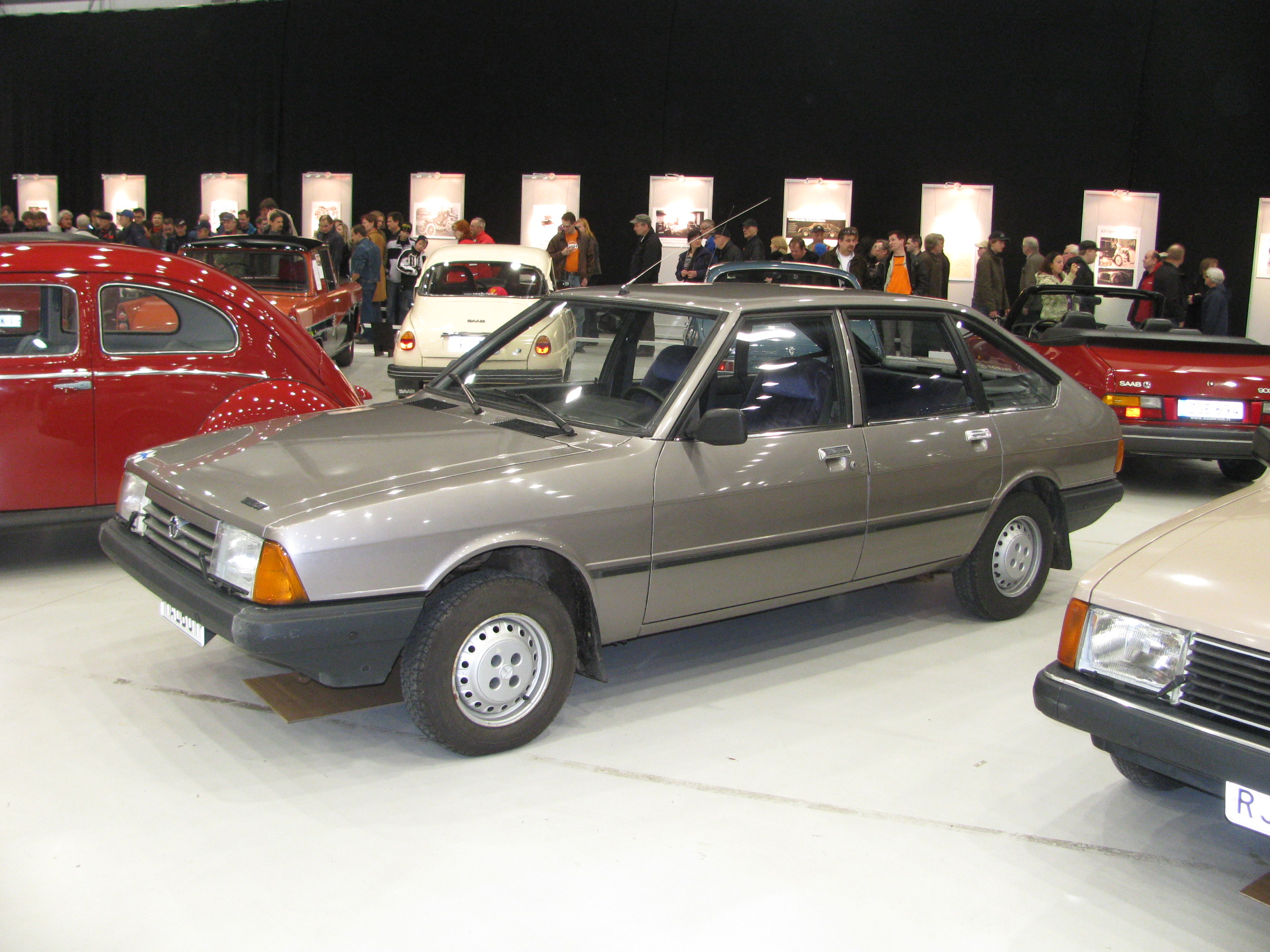
Talbot Solara
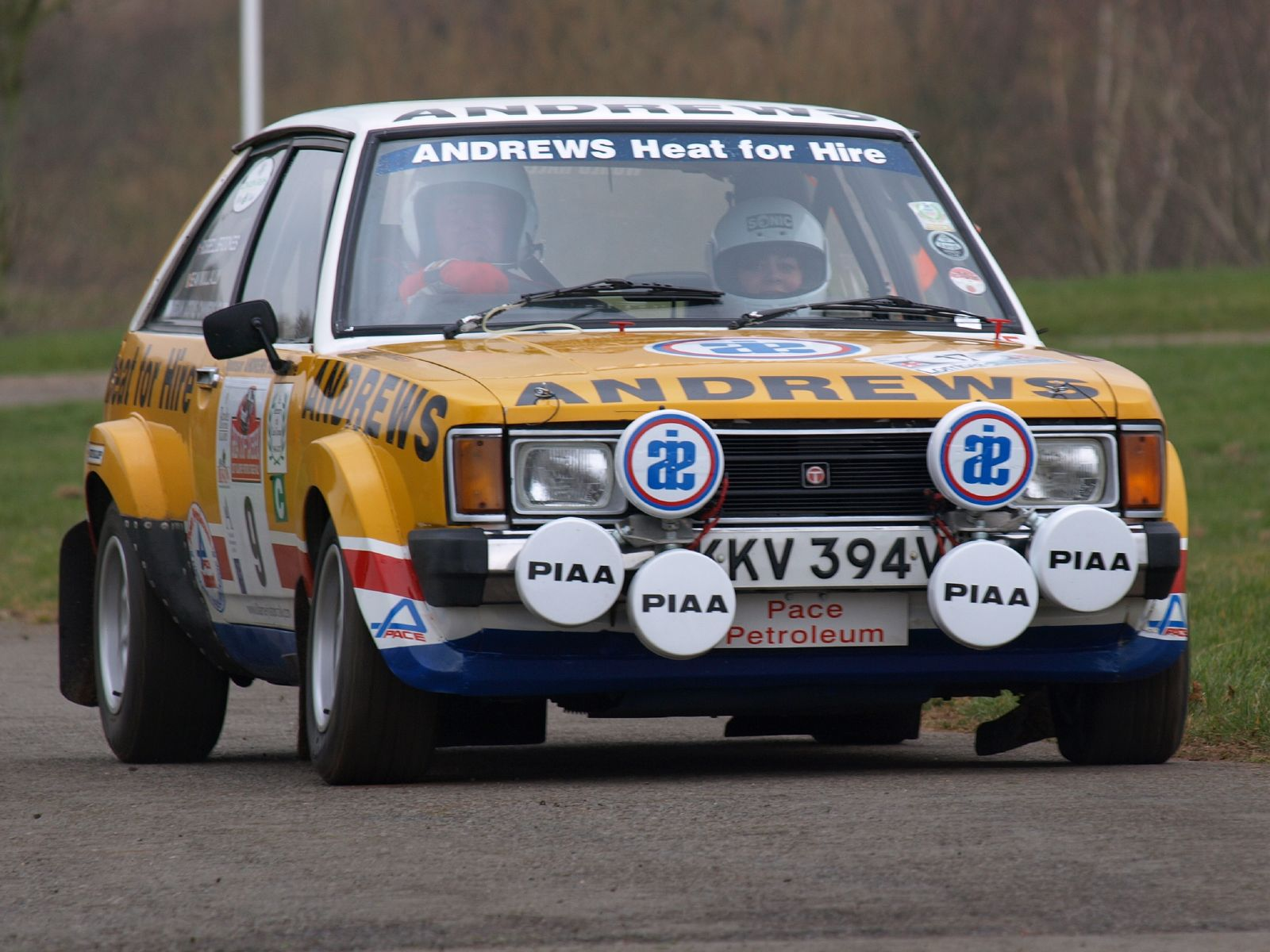
Talbot Sunbeam Rally